# Marnerdeich
Marnerdeich est une commune allemande de l'arrondissement de Dithmarse, Land de Schleswig-Holstein.

## Géographie
|                 | Helse       |       |
| Kronprinzenkoog | Marnerdeich | Marne |
|                 | Neufeld     |       |

## Histoire
Le territoire de Marnerdeich fait partie de l'endiguement de 1578 à 1581.

## Source, notes et références
- (de) Cet article est partiellement ou en totalité issu de l’article de Wikipédia en allemand intitulé « Marnerdeich » (voir la liste des auteurs).